# ファーラ・オリヴァーナ・コン・ソーラ
ファーラ・オリヴァーナ・コン・ソーラ（伊: Fara Olivana con Sola  ( 音声ファイル)）は、イタリア共和国ロンバルディア州ベルガモ県にある、人口約1,300人の基礎自治体（コムーネ）。

## 地理

### 位置・広がり
ベルガモ県南部、セーリオ川左岸（東岸）のコムーネ。県都ベルガモから南南東へ23km、州都ミラノから東へ43km、クレモナから北北西へ46kmの距離にある。

#### 隣接コムーネ
隣接するコムーネは以下の通り。括弧内のCRはクレモナ県所属を示す。
- バリアーノ
- カステル・ガッビアーノ (CR)
- コーヴォ
- フォルノーヴォ・サン・ジョヴァンニ
- イッソ
- モッツァーニカ
- ロマーノ・ディ・ロンバルディーア

### 地震分類
イタリアの地震リスク階級 (it) では、3 に分類される
。